# Орешково (Тверская область)
Орешково — деревня в Конаковском районе Тверской области. Входит в состав Юрьево-Девичьевского сельского поселения.

## География
Находится в юго-восточной части Тверской области на расстоянии приблизительно 5 км на запад от районного центра города Конаково в левобережной части района.

## История
Известна была с 1710 года как новопоселенная деревня. В 1859 году учтено 22 двора. В 1900 году в деревне было 12 дворов. В период коллективизации здесь был создан колхоз имени «Правды».

## Население
Численность населения: 142 человека (1859 год), 62 (1900), 13 (русские 100 %)в 2002 году, 10 в 2010.